# Giuseppe Baturi

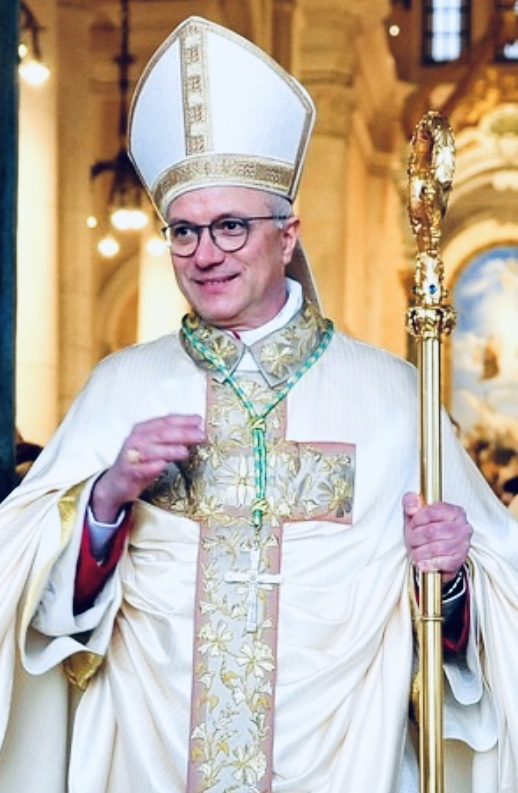
Erzbischof Giuseppe Baturi nach seiner Bischofsweihe (2020)

Erzbischofswappen

Giuseppe Baturi (* 21. März 1964 in Catania, Italien) ist ein italienischer Geistlicher und römisch-katholischer Erzbischof von Cagliari sowie Generalsekretär der Italienischen Bischofskonferenz.

## Leben
Giuseppe Baturi erwarb ein Lizenziat in kanonischem Recht an der Päpstlichen Universität Gregoriana und empfing am 2. Januar 1993 durch den Erzbischof von Catania, Luigi Bommarito, das Sakrament der Priesterweihe. Er wirkte anschließend bis 2002 als Pfarrer in Valcorrente, einem Ortsteil von Belpasso. Von 1999 bis 2008 war Baturi zudem Diözesanschatzmeister des Erzbistums Catania. Papst Benedikt XVI. verlieh ihm 2006 den Titel Ehrenkaplan Seiner Heiligkeit. 2015 wurde er Untersekretär der Italienischen Bischofskonferenz.
Am 16. November 2019 ernannte ihn Papst Franziskus zum Erzbischof von Cagliari. Die Bischofsweihe spendete ihm am 5. Januar 2020 Gualtiero Kardinal Bassetti, Erzbischof von Perugia-Città della Pieve; Mitkonsekratoren waren sein Amtsvorgänger, Erzbischof Arrigo Miglio, und der Erzbischof von Catania, Salvatore Gristina. Am 26. Mai 2021 wurde Erzbischof Baturi zum Vizepräsidenten der Italienischen Bischofskonferenz gewählt. Am 5. Juli 2022 ernannte ihn Papst Franziskus zum Generalsekretär der Italienischen Bischofskonferenz.